# Delimiter-separated values
Pour les articles homonymes, voir DSV.
Le Delimiter-Separated Values (DSV) est un format informatique qui stocke les tableaux en deux dimensions en séparant les valeurs de chaque rangée par un ou plusieurs délimiteurs. La plupart des SGDB et des tableurs sont capables de sauvegarder et de lire de tels fichiers.